# Jeu de déduction

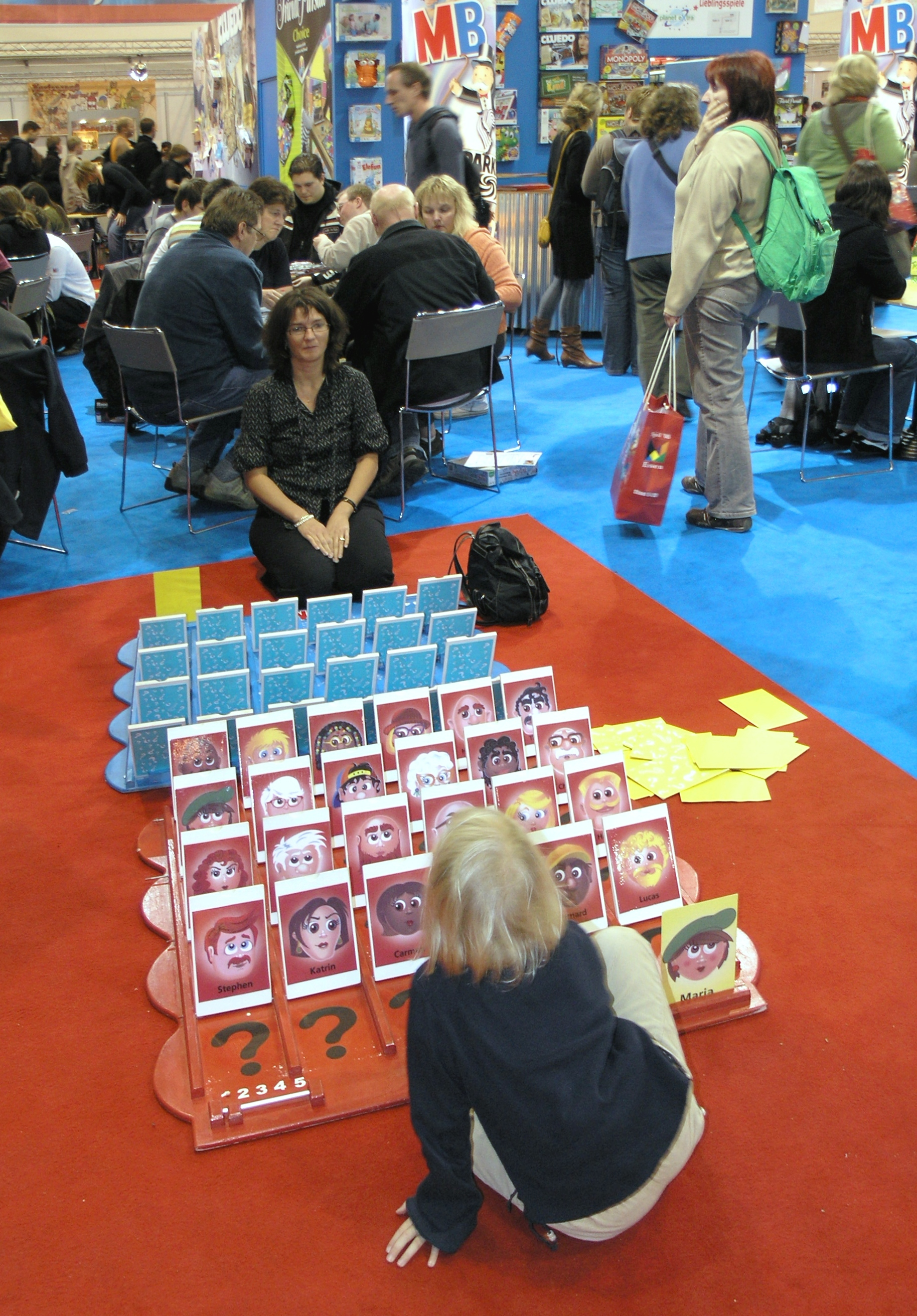
Un jeu de deduction en Spieltage SPIEL 2008

Un jeu de déduction est un jeu de société dans lequel un joueur doit découvrir un ou plusieurs éléments cachés par un adversaire, généralement en posant des questions selon des règles établies.
Il peut s'agir d'un jeu avec une grille ou un parcours ou d'un jeu de cartes. Parfois même, le jeu ne nécessite aucun matériel particulier.

## Exemples de jeux de déduction
La Bataille navale, Mastermind, Black Box.